# Rakvere kommun
Rakvere kommun (estniska: Rakvere vald) är en kommun i landskapet Lääne-Virumaa i norra Estland. Kommunen ligger cirka 90 kilometer öster om huvudstaden Tallinn.  Staden Rakvere är kommunens centralort även om själva staden inte ingår i kommunen utan istället utgör en egen kommun (stadskommun).
Den 21 oktober 2017 uppgick Sõmeru kommun i Rakvere kommun.

## Geografi
Terrängen i Rakvere vald är platt.

### Klimat
Trakten ingår i den hemiboreala klimatzonen. Årsmedeltemperaturen i trakten är 2 °C. Den varmaste månaden är juli, då medeltemperaturen är 17 °C, och den kallaste är februari, med −11 °C.

## Orter
I Haljala kommun finns fyra småköpingar och 47 byar.

### Småköpingar
- Lepna
- Näpi
- Sõmeru
- Uhtna

### Byar
- Aluvere
- Andja
- Aresi
- Arkna
- Eesküla
- Järni
- Jäätma
- Kaarli
- Karitsa
- Karivärava
- Karunga
- Katela
- Katku
- Kloodi
- Kohala
- Kohala-Eesküla
- Koovälja
- Kullaaru
- Kõrgemäe
- Lasila
- Levala
- Muru
- Mädapea
- Nurme
- Paatna
- Papiaru
- Päide
- Rahkla
- Raudlepa
- Raudvere
- Roodevälja
- Rägavere
- Sooaluse
- Sämi
- Sämi-Tagaküla
- Taaravainu
- Tobia
- Toomla
- Tõrma
- Tõrremäe
- Ubja
- Ussimäe
- Vaeküla
- Varudi-Altküla
- Varudi-Vanaküla
- Veltsi
- Võhma